# 天空爆炸
天空爆炸（Explosions in the Sky）是美國器樂搖滾（instrumental rock）與後搖滾樂團，來自於德州。因為他們有如電影一般精巧地使用吉他，故事風格的器樂，與熱狂且容易感動的現場表演，而被認為是後搖滾類型中相當具有名氣的團體。他們主要是以三個電吉他與一組爵士鼓來進行表演，但樂團成員之一的Michael James總會適時的將吉他換成貝斯。

## 歷史
1999年，天空爆炸樂隊在德克薩斯州的奧斯丁成立，最初的名字叫Breaker Morant。除了鼓手Chris Hrasky來自伊利諾伊州的羅克福德，樂隊的其他成員來自德克薩斯州的米德蘭。

## 樂團成員
- Munaf Rayani – 吉他
- Mark Smith – 吉他
- Michael James – 貝斯與吉他
- Chris Hrasky – 鼓

## 專輯

### 錄音室專輯

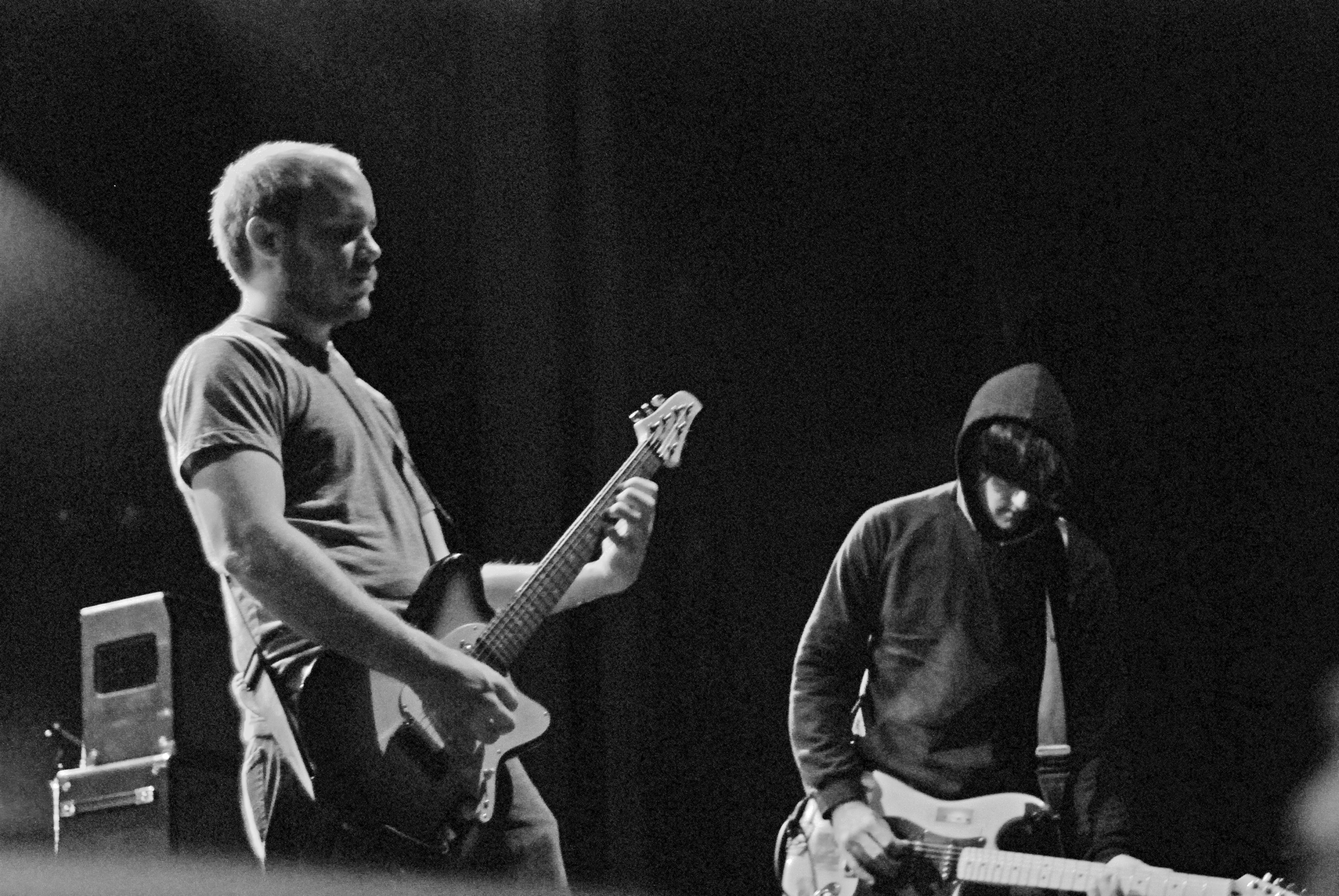
天空爆炸2007年於Webster Hall表演

- 《How Strange, Innocence》 （2000年1月17日;2005年10月11日再版）
- 《Those Who Tell the Truth Shall Die, Those Who Tell the Truth Shall Live Forever》（直言者当死，直言者永存） （2001年8月27日）
- 《The Earth Is Not a Cold Dead Place》（地球不是一個死寂的地方？） （2003年11月4日）
- 《All of a Sudden I Miss Everyone》（突然，我想念大家） （2007年2月20日）
- 《Take Care, Take Care, Take Care》（保重，保重，保重） （2011年4月18日）
- 《The Wilderness》（2016年4月1日）

### EP
- 《The Rescue》 EP (2005年10月11日)

### 原聲帶
- 《Friday Night Lights》（勝利之光） 原聲帶 (2004年10月29日)

### 編輯
- "Remember Me as a Time of Day" on Refurbished Robots (1999年)
- "The Long Spring" on Thank you (2004年)

## 參考文獻

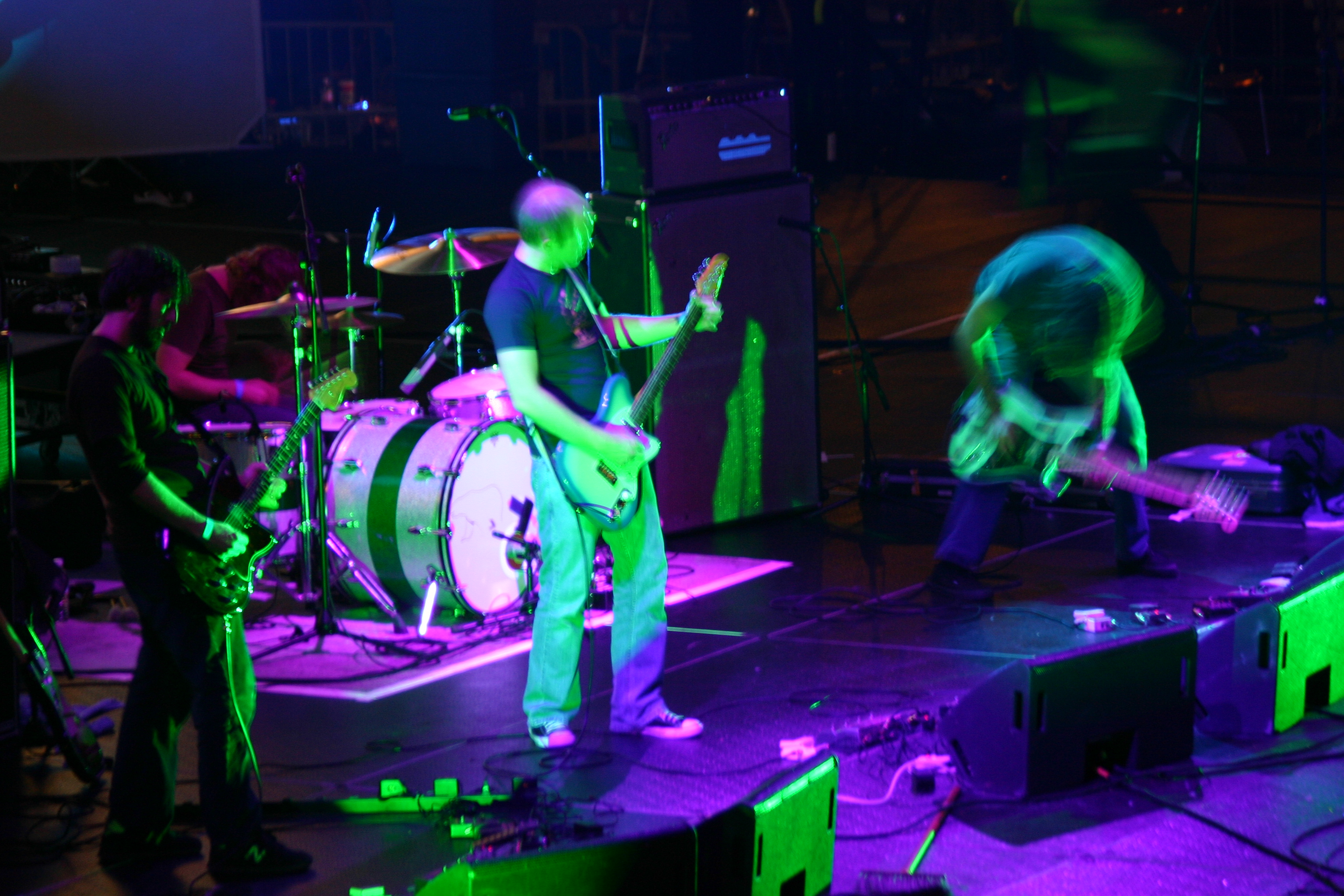
天空爆炸2006年於加州洛杉磯表演

## 外部連結
- 天空爆炸官方網站（页面存档备份，存于）